# 꼬마 돼지 베이브 2
《꼬마 돼지 베이브 2》(영어: Babe: Pig in the City)는 1998년에 개봉한 꼬마돼지 베이브의 속편이다.

## 출연

### 주연
- 마그다 즈밴스키  - 아서 호겟의 아내 역
- 제임스 크롬웰 - 아서 호겟(농부) 역
- 메리 스타인 - 호텔주인 역
- 미키 루니 - 퍼글리 플럼 역

### 조연
- 크리스틴 카바나 - 돼지 베이브 목소리 역
- 대니 만 - 오리 퍼디난드 목소리 역
- 스티븐 라이트 - 침팬지 밥 목소리 역
- 글렌 헤들리 - 침팬지 주티(밥의아내) 목소리 역
- 마일즈 제프리 - 침팬지 이지(밥의남동생) 목소리 역
- 제임스 코스모 - 오랑우탄 셀로니어스 목소리 역
- 루시 테일러 - 핑크푸들 목소리 역
- 빌 카피지 - 비글 목소리 역
- 에디 바스 - 불독 나이젤 목소리 역
- 휴고 위빙 - 보더콜리 렉스 목소리 역
- 미리암 마고리스 - 보더콜리 플라이(렉스의아내) 목소리 역
- 스탠리 랠프 로스
- 엘리자베스 데일리
- 네이단 크레스
- 아담 골드버그
- 로스코 리 브라운

## 기타
- 협력프로듀서: 캐서린 바버
- 협력프로듀서: 가이 노리스
- 협력프로듀서: 콜린 깁슨
- 조감독: 데프니 파리스
- 미술: 로저 포드
- 의상: 노마 모리소
- 기타스텝: 피터 파운드
- 배역: 앨리슨 바렛
- 배역: 닉키 바렛